# 사천초등학교 (경남)
사천초등학교는 대한민국 경상남도 사천시 사천읍 선인리에 있는 공립 초등학교이다.

## 학교 연혁
- 1905년 7월 30일 사립 명달학교 설립
- 1911년 6월 1일 사천공립보통학교(4년제) 개교
- 1919년 3월 21일 기미독립만세운동[1]
- 1921년 4월 1일 6년제 인가
- 1938년 4월 1일 학교 명칭 변경[2](사천읍내공립심상소학교)
- 1941년 4월 1일 학교 명칭 변경[3](사천읍내공립국민학교)
- 1946년 4월 1일 학교 명칭 변경(사천국민학교)
- 1988년 9월 1일 본관 3층 신축(교실, 특별실 12, 현관1)
- 1992년 11월 25일 4개 교실 및 강당 개축
- 1996년 3월 1일 학교 명칭 변경[4](사천초등학교)
- 1999년 9월 1일 사동초등학교 통폐합
- 2020년 2월 14일 제108회 졸업식(졸업생수 17,281명)
- 2020년 9월 1일 제32대 강경화 교장 부임
- 2021년 2월 10일 제109회 졸업식(졸업생수 17,395명)

## 참고 자료
- 사천초등학교 - 한국교육학술정보원 학교알리미

## 상징
- 우리 학교 꽃 - 개나리 : 추위 속에서도 꽃을 피우는 개나리처럼 어려울 때에도 언제나 희망을 잃지 않는 사천 어린이
- 우리 학교 나무 - 느티나무 : 뿌리가 깊고 튼튼하며 그늘이 넉넉한 느티나무처럼 항상 늠름하고 당당함을 간직한 사천 어린이